# Wiktor Nikolajewitsch Deni
Wiktor Nikolajewitsch Deni (russisch Виктор Николаевич Дени; eigentlich Denissow (Денисов); * 8. März 1893 in Moskau; † 3. August 1946 ebenda) war ein sowjetischer Satiriker, Karikaturist und Plakatkünstler.
Deni entwarf während der Zeit des Russischen Bürgerkriegs und des Zweiten Weltkrieges einige der bekanntesten Propagandaplakate. Der Künstler Nikolai Wiktorowitsch Denissow war sein Sohn.

## Deutsche Ausgaben
- Diktatoren von Ruhr und Lausanne. Zentralkomitee d. Allrussischen Verbandes d. Bergarbeiter, Moskau, 1923.
- Seht euch diese Bestie an! Zwei Plakate und acht Spottbilder aus der Tagespresse der Sowjetunion. Literaturvertrieb der Partei der Arbeit, Zürich, 1945.
- Plakate der Russischen Revolution, 1917-1929. Gerhardt Verlag, Berlin, 1966.
- Victor Deni : ein russischer Karikaturist im Dienst der Propaganda. Museum für Kunst und Gewerbe, Hamburg, 1992.